# Magnhild Meltveit Kleppa
Magnhild Melveit Kleppa, née le 12 novembre 1948 à Fister (comté de Rogaland), est une femme politique norvégienne ayant occupé plusieurs postes de ministre entre 1997 et 2012.

## Biographie
Après son examen artium en 1967, elle entre à l'Institut de formation des enseignants de Kristiansand puis à celui de Stavanger où elle se spécialise en biologie. De 1970 à 1992, elle enseigne à l'école municipale de Hjelmeland.
Elle est pendant vingt ans membre du Storting (1898-2013), pendant lequel elle est membre de plusieurs comités comme celui des Finances (1993-1197 puis 2012-2013).
Magnhild Meltveit Kleppa est nommée Ministre des Affaires sociales du gouvernement Bondevik I en 1997, poste qu'elle occupe jusqu'en 2000. Sept ans plus tard, elle est nommée Ministre des Collectivités locales et du Développement régional — poste qu'elle conserve jusqu'en 2009 — puis Ministre des Transports et des Communications jusqu'en 2012.
Entre 2012 et 2019, elle est gouverneure du Rogaland.